# Critics' Choice Award per la miglior serie commedia
Il Critics' Choice Award per la miglior serie commedia (Critics' Choice Award for Best Comedy Series) è un premio televisivo assegnato annualmente nel corso dei Critics' Choice Awards.
Fino al 2015 è stato consegnato come Critics' Choice Television Awards, mentre dal 2016 i premi del cinema e della televisione vengono consegnati durante la stessa cerimonia come Critics' Choice Awards.

## Vincitori e candidati
I vincitori sono indicati in grassetto.

### Anni 2010
- 2011[1][2]
  - Modern Family
  - Archer
  - The Big Bang Theory
  - Community
  - Glee
  - Louie
  - The Middle
  - The Office
  - Parks and Recreation
  - 30 Rock

- 2012[3]
  - Community
  - The Big Bang Theory
  - Girls
  - Modern Family
  - New Girl
  - Parks and Recreation

- 2013[4]
  - The Big Bang Theory
  - Louie
  - The Middle
  - New Girl
  - Parks and Recreation
  - Veep - Vicepresidente incompetente (Veep)

- 2014[5]
  - Orange Is the New Black
  - The Big Bang Theory
  - Broad City
  - Louie
  - Silicon Valley
  - Veep

- 2015[6]
  - Silicon Valley
  - Broad City
  - Jane the Virgin
  - Mom
  - Transparent
  - Veep
  - You're the Worst

- 2016 (Gennaio)[7]
  - Master of None
  - Black-ish
  - Catastrophe
  - Jane the Virgin
  - The Last Man on Earth
  - Transparent
  - You're the Worst

- 2016 (Dicembre)[8]
  - Silicon Valley
  - Atlanta
  - Black-ish
  - Fleabag
  - Modern Family
  - Unbreakable Kimmy Schmidt
  - Veep - Vicepresidente incompetente (Veep)

- 2018[9]
  - La fantastica signora Maisel (The Marvelous Mrs. Maisel)
  - The Big Bang Theory
  - Black-ish
  - GLOW
  - Modern Family
  - Patriot

- 2019[10]
  - La fantastica signora Maisel (The Marvelous Mrs. Maisel)
  - Atlanta
  - Barry
  - The Good Place
  - Il metodo Kominsky (The Kominsky Method)
  - The Middle
  - Giorno per giorno (One Day at a Time)
  - Schitt's Creek

### Anni 2020
- 2020[11]
  - Fleabag
  - Barry
  - La fantastica signora Maisel (The Marvelous Mrs. Maisel)
  - Giorno per giorno (One Day at a Time)
  - Mom
  - PEN15
  - Schitt's Creek

- 2021[12]
  - Ted Lasso
  - Better Things
  - L'assistente di volo - The Flight Attendant (The Flight Attendant)
  - Mom
  - PEN15
  - Ramy
  - Schitt's Creek
  - What We Do in the Shadows

- 2022[13]
  - Ted Lasso (Apple TV+)
  - The Great (Hulu)
  - Hacks (HBO Max)
  - Insecure (HBO)
  - Only Murders in the Building (Hulu)
  - The Other Two (HBO Max)
  - Reservation Dogs (FX on Hulu)
  - What We Do in the Shadows (FX)

- 2023[14][15]
  - Abbott Elementary
  - Barry
  - The Bear
  - Better Things
  - Ghosts
  - Hacks
  - Reboot
  - Reservation Dogs

- 2024[16][17]
  - The Bear
  - Abbott Elementary
  - Barry
  - La fantastica signora Maisel (The Marvelous Mrs. Maisel)
  - Poker Face
  - Reservation Dogs
  - Shrinking
  - What We Do in the Shadows

- 2025[18][19]
  - Hacks
  - Abbott Elementary
  - English Teacher
  - Nobody Wants This
  - Only Murders in the Building
  - Somebody Somewhere
  - St. Denis Medical
  - What We Do in the Shadows